# Bataljon W (Slovensko domobranstvo)
Bataljon W je bil bataljon, ki je deloval v sestavi Slovenskega domobranstva med drugo svetovno vojno.

## Zgodovina
Bataljon je bil ustanovljen maja 1944 in julija istega leta preimenovan v II. bataljon.

## Poveljstvo
Poveljniki
- major Friderik Lehman